# Киреев, Николай Иванович
Николай Иванович Киреев (3 декабря 1933, с. Бузулук, Есильский район, Карагандинская область, Казакская АССР, РСФСР, СССР — 5 ноября 2008, Есиль, Есильский район, Акмолинская область, Казахстан) — бригадир водителей Есильского АТЭП Целиноградской области, Казахской ССР. Герой Социалистического Труда (1980).

## Биография
Родился в 1933 году в крестьянской семье в селе Бузулук Карагандинской области.
С 1950 года трудился путевым рабочим на железной дороге. После окончания в 1956 году курсов шоферов работал в Есильском АТЭП Целиноградской области. Постоянно повышал свою водительскую квалификацию, став водителем 1-го класса. С 1976 года — бригадир водителей. Водил автопоезда из пяти прицепов, в результате чего досрочно выполнил задания пятилетки.
Указом Президиума Верховного Совета СССР от 3 марта 1980 года за выдающиеся успехи, достигнутые во Всесоюзном социалистическом соревновании, проявленную доблесть в выполнении планов и социалистических обязательств по увеличению производства и продажи государству зерна и других продуктов земледелия в 1979 году удостоен звания Героя Социалистического Труда с вручением ордена Ленина и золотой медали «Серп и Молот».
Скончался 5 ноября 2008 года в Есиле.

## Награды
- Герой Социалистического Труда — указом Президиума Верховного Совета СССР от 3 марта 1980 года
- Орден Ленина — дважды (1976, 1980)
- Орден «Знак Почёта» (1966)
- Орден Трудового Красного Знамени (1977)
- Заслуженный работник транспорта Казахской ССР (1980)